# Hartmut Nassauer

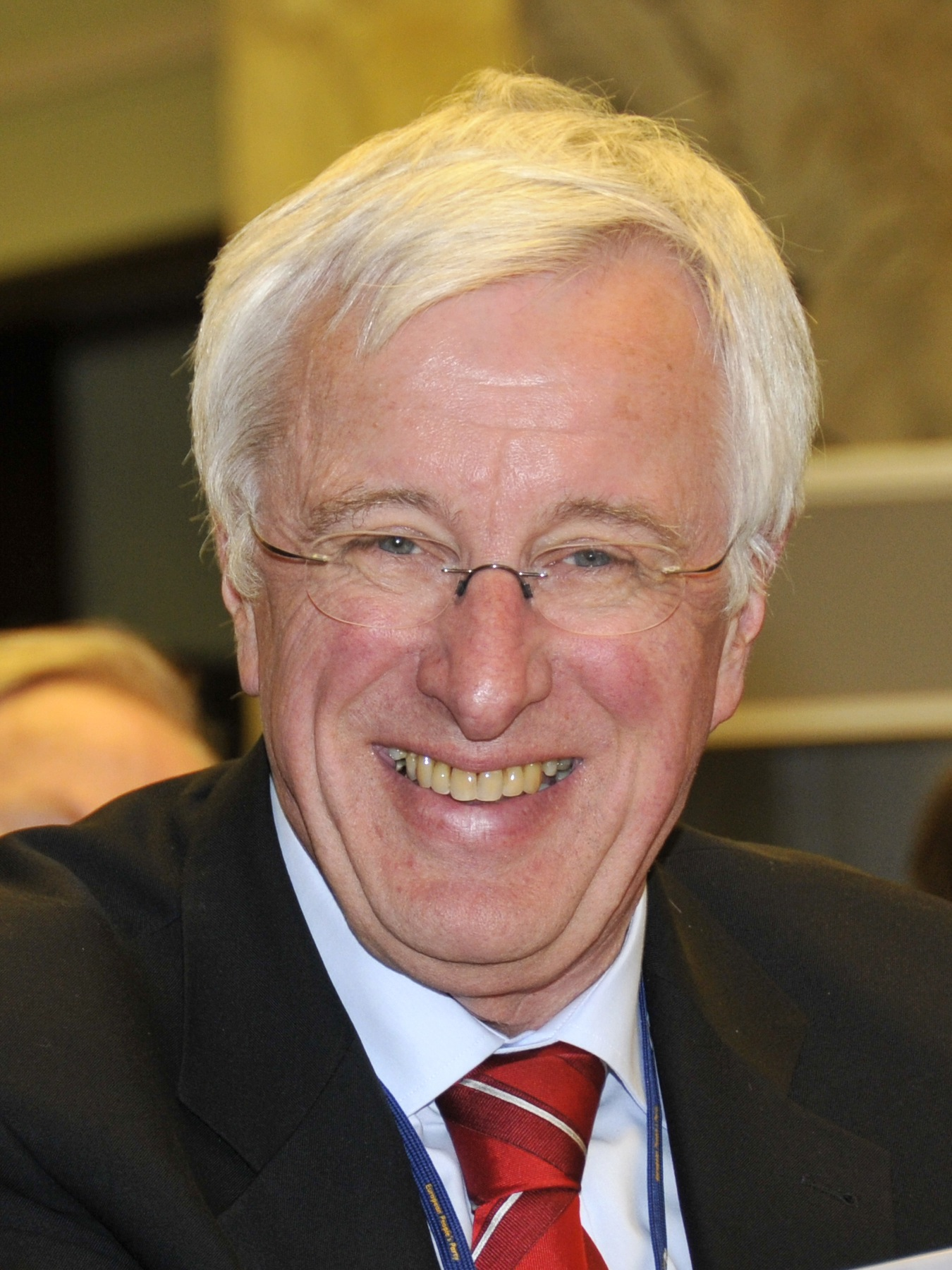
Hartmut Nassauer auf dem EPV-Kongress in Warschau

Hartmut Nassauer (* 17. Oktober 1942 in Marburg) ist deutscher Politiker (CDU). Er war hessischer Innenminister und bis Ende 2006 Vorsitzender der CDU/CSU-Gruppe im Europäischen Parlament.

## Leben
Der aus Dautphe in Mittelhessen stammende Nassauer arbeitete nach dem Studium der Rechts- und Staatswissenschaften in Frankfurt am Main und Marburg an der Lahn (1964–1968) zunächst als Richter am Landgericht Kassel und am Amtsgericht Wolfhagen. Seit 1979 ist er als Rechtsanwalt beim Landgericht Kassel zugelassen.
Von 1974 bis 1994 war Nassauer Mitglied des Hessischen Landtags: 1987 bis 1990 Vorsitzender der CDU-Fraktion im Hessischen Landtag, vom November 1990 bis April 1991 hessischer Innenminister, 1991 bis 1994 Vizepräsident des Hessischen Landtags.
Seit 1994 war Nassauer Mitglied des Europäischen Parlaments: 1996 bis 1999 war er parlamentarischer Geschäftsführer der CDU/CSU-Gruppe, 1999 bis 2006 Vorsitzender der CDU/CSU-Gruppe im Europäischen Parlament, seit 2007 ist er stellvertretender Vorsitzender der Fraktion der Europäischen Volkspartei/Europäische Demokraten (EVP-ED), seit 2007 Mitglied im Rechtsausschuss, sowie stellvertretendes Mitglied im Ausschuss für Umweltfragen, Volksgesundheit und Lebensmittelsicherheit, zudem seit 1999 Mitglied und Vorsitzender der ASEAN-Delegation des Europäischen Parlaments. Zur Europawahl 2009 trat Hartmut Nassauer nicht mehr an. Bei der Wahl des Listenvorschlags der CDU Hessen gab es eine Kampfkandidatur um die Nachfolge seines Listenplatzes, welche in den Medien verhältnismäßig große Aufmerksamkeit fand.

## Ehrungen
- 1991: Bundesverdienstkreuz 1. Klasse[2]
- 2002: Großes Goldenes Ehrenzeichen für Verdienste um die Republik Österreich[3]
- 2006: Großes Bundesverdienstkreuz
- 2009: Robert-Schuman-Medaille der EVP